# Egerészölyv
Az egerészölyv (Buteo buteo) a madarak (Aves) osztályának vágómadár-alakúak (Accipitriformes) rendjébe, ezen belül a vágómadárfélék (Accipitridae) családjába tartozó faj.
Európában és Ázsiában sík- és hegyvidéken egyaránt szép számban előforduló gyakori ragadozó madár. Közép-Európában a család leggyakoribb faja. Közepes termetű, tollazata a sötétbarna és a fehér között változik. Gyakran vitorlázás vagy vadászat közben figyelhető meg. Főként kis termetű emlősöket zsákmányol, de nem veti meg a többi gerincest, a rovarokat vagy a gilisztákat sem. Az európai kontinens nagy részén állandóan megtalálható, míg északon és keleten vonuló, téli szállása Közép-Európában, Észak-, és Kelet-Afrikában, a Közel-Keleten és Indiában terül el. Az egerészölyv nem veszélyeztetett, állományai a 20. század elejéig tartó üldözés után ismét gyarapszanak, ám populációját jelentős mértékben befolyásolja a zsákmányállatok számának alakulása. Vadászata azonban nem javasolt, mivel könnyedén összetéveszthető más hasonló kinézetű ragadozó madarakkal.
Legközelebbi rokonai a pusztai ölyv, a mongol ölyv és a szirti ölyv, amelyekkel szuperfajt alkot.
A Magyar Madártani és Természetvédelmi Egyesület 2012-ben Az év madarának választotta.

## Élőhelye
Nyílt vidékeken, mezőkön, legelőkön, vizenyős területeken vadászik, és a közeli erdőben fészkel. Olyan helyeken is vadászik, ahol az ember gondoskodik arról, hogy a növényzet ne nőjön magasra. Táplálékát majdnem mindig ezeken a területeken keresi, így elterjedése is ezekhez a nyílt vidékekhez kötődik. Ritkán emelkedik 1000 méternél magasabbra, de élőhelyének felső határa a 2500 méteres tengerszint feletti magasság. Gyakran látható autópályák mellett póznán üldögélni, mivel ezeket és más utakat is felkeresi vadászat közben.
Költeni erdőfoltokban vagy erdőszéleken telepszik meg>; és erdők belsejében ritkán fészkel, Szívesen költ a mezők közötti keskeny határsávokon vagy magányos fákon. Újabb fában szegény vidékeken fasorokon vagy magányos fákon is megtelepszik, vagy kisebb fákon, a tanyáktól kevesebb, mint 100 méterre is megtalálták. Eredményesen költ lakott területeken is.
A többnyire legalább 20 cm átmérőjű fészkelőfa kiválasztása a helyi kínálattól függ. A fészket a törzs végén, az elágazásokhoz, vagy a fő ágakra a törzs közelébe helyezi. Eddig két talajon épült fészekről és egy magasfeszültségű vezetéket tartó tornyon költésről számoltak be. Újabban sziklákon is fészkel.

## Előfordulása
Európa, Ázsia nagy részén költ, egészen a Bering-tengerig előfordul. Izland és Észak-Skandinávia kivételével egész Európában megtalálható. 
Az egerészölyv Közép-Európában a leggyakoribb ragadozó madár, messze megelőzve a vörös vércsét. A névadó alak elterjedési területét a balti államok, Nyugat-Belarusz, Északnyugat-Ukrajna, Kelet-Bulgária és Görögország határolja. Közel-Keleten, Törökország nagy részén és Észak-Afrikában nem költ. Írország nagy részéről, Anglia keleti részéről és Skóciából a 19. század végére kiirtották. Keleten egészen Japánig megtalálható.
Telelni délre vonul. A Kárpát-medencében állandó.

## Alfajai
Alfajait két csoportba szokták sorolni.
A nyugati egerészölyv csoportba a következő alfajok tartoznak: a Buteo buteo buteo alfaja Európa területén él; Magyarországon állandó madárfaj. A Buteo buteo rothschildi nevű alfaja az Azori-szigeteken lelt otthonra; kisebb és sötétebb a névadó alaknál. A Buteo buteo insularum elnevezésű alfaja a Kanári-szigetek szigetein él; kisebb és világosabb, mint a névadó alak. A Buteo buteo harterti alfaj Madeira szigetén él. A Buteo buteo arrigonii Korzikán és Szardínián él; kisebb és világosabb, mint a névadó alak. A  Buteo buteo menetriesi nevű alfaj a Kaukázus hegyvidékén található meg.
A keleti vörösfarkú egerészölyv csoportba tartozó alfajok: a vörösfarkú egerészölyv (Buteo buteo vulpinus) Eurázsia területén lelhető fel; Magyarországon ritka, alkalmi vendég. A névadó alaknál kisebb, és kevésbé változatos színezetű. Hasa és farka gyakran vöröses vagy fahéjszínű, és kevesebb sáv látható. Buteo buteo japonicus binominális nevű alfaja Japán szigetein él. Buteo buteo trizonatus nevű alfaja Dél-Afrika térségében lelt élőhelyre.
Két szigetlakó alfaját nem sikerült besorolni egyértelműen egyik csoportba sem. Ezeket korábban a nyugati csoport tagjai közé sorolták, de felmerült, hogy közeli rokonságban vannak a pusztai ölyvvel (Buteo rufinus) is. Lehet, hogy inkább annak az alfajai vagy a két faj hibridjei, melyek elkülönülve fejlődtek a szigeteken.
Ezen két alfaj a következő: Buteo buteo bannermani, mely a Zöld-foki szigeteken él és 2011 óta az IOC külön fajként kezeli, valamint a Buteo buteo socotrae, mely a Szokotra-szigeten él Jemen területén; 2011 óta az IOC külön fajként kezeli.

## Megjelenése, felépítése

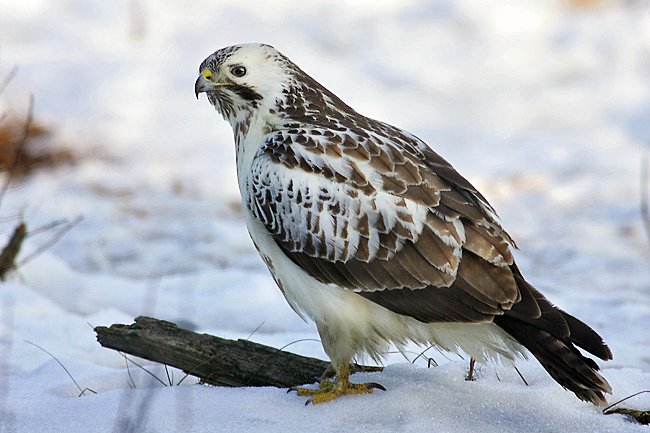
Fiatal világos példány

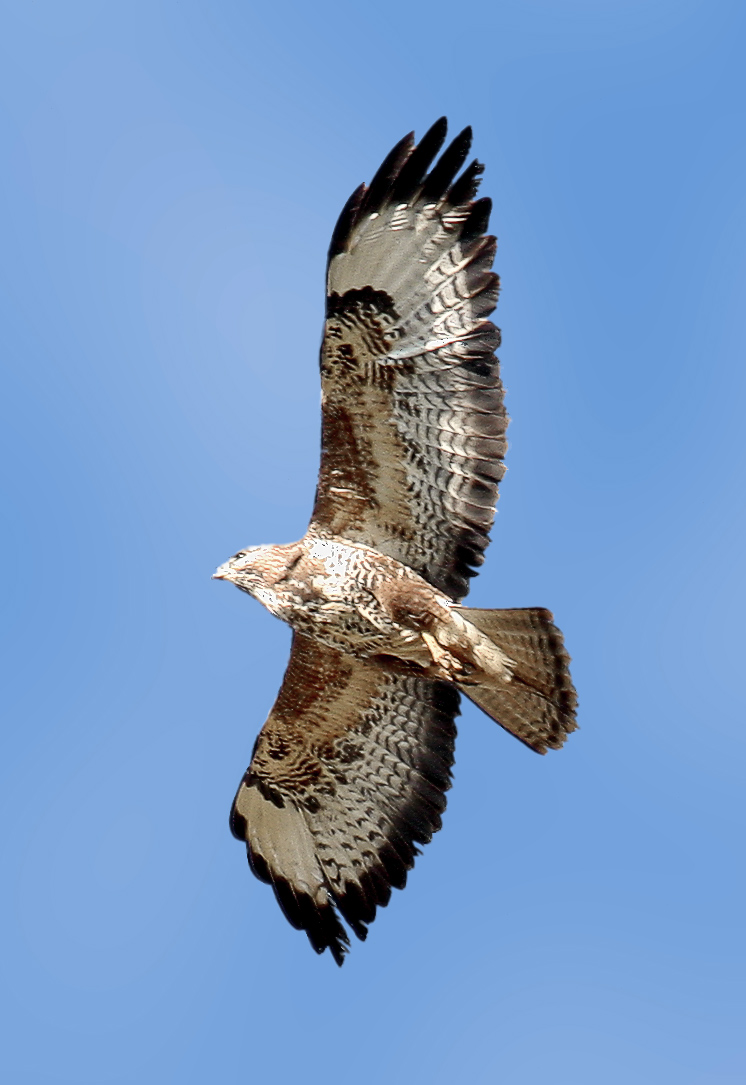
Felnőtt madár, átmeneti alak

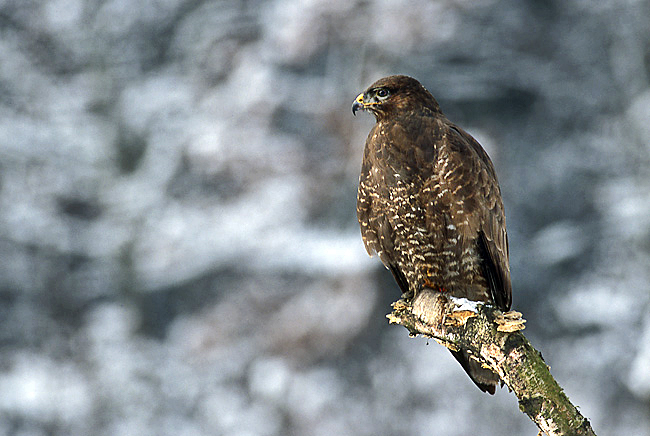
Kifejlett sötét egerészölyv

Testhossza 50–57 cm, szárnyfesztávolsága 110–130 cm. Nehéz, közepes vagy nagy termetű, széles szárnyú és rövid farkú madár. A tojó nagyobb és testesebb a hímnél. Színezete a sötétbarnától a majdnem fehérig változik, ami egyedülálló az európai ragadozó madarak között. Világos színű madarak minden populációban előfordulnak, némelyikben szabályosan gyakoriak, ami igen eltérő mintázatokhoz vezet. Sokuk feje, hasa és szárnyának alsó fele fehér. A világos színváltozaton kívül létezik sötét és rőt is. A sötét változat agyagszínű vagy feketésbarna. A fiatalok hasoldalán látható csíkok a begyig futhatnak, a kifejlett madarak hasa keresztben csíkozott, egészen az egyszínű begyig. Az átmeneti alakokon kevésbé kifejezett a hasi mintázat, a has krémszínű, vagy fehér. A begy és a farok mintázata hiányos. A világos színváltozaton az alapszín testszerte krémszín vagy fehér, és alig látszik a mintázat, még a szárny és a farok csíkozása is hiányos. Gyakran okkerbarna, vagy szürke foltok láthatók a hátukon.
A kézevezők vége mindig sötét, a farok szorosan szalagozott. A fej és környéke többnyire hosszában csíkozott, ritkábban fehér vagy sötétbarna. A sötét színváltozat hasa is sötétbarna. A gyakran világos hascsík fiatalokon hosszában csíkozott, felnőtteken keresztszalagos. Az alsó szárnyfedők egyszínűek, foltosak vagy csíkosak. A lábszárak tollazata, az úgynevezett nadrág szintén lehet egyszínű, hosszában csíkozott vagy szalagos mintájú. A legbiztosabb ismertetőjegy a farok, ami az egerészölyv névadó változatát megkülönbözteti a többi alfajtól és a gatyás ölyvtől. Ennél a változatnál a faroktollak szürkék, barnák vagy rozsdavörösek nyolc-tizenkét sötét keresztszalaggal. A további színezet és rajzolat változékony.
A karmok színe a tollazat színéhez igazodóan lehet sötét, vagy világos. A csőr fekete, és töve világosabb. A nem tollas testrészeken a bőr a frissen kelt fiókákon rózsaszín, a kifejlett példányokon sárga. Az írisz barna vagy barnásszürke, néha világos, vagy sárgás, és szintén igazodik a tollazat színéhez.
Francia neve, a buse variable is tükrözi ezt a változatosságot. A színváltozatokat már korán kapcsolatba hozták a földrajzi elterjedéssel. Később nagy érdeklődés övezte ezeket a kutatásokat, amikor nagyobb területek egerészölyveit hasonlították össze. Kapcsolatot találtak a színezet és a szaporodás sikere között. Németországban messziről felismerhető szárnyjelekkel láttak el egerészölyveket, és egy citizen science-projekt keretében bárki jelenthette észleléseit a kutatóknak. Egy molekulagenetikai vizsgálat alacsony enzimheterozigóciát talált, ami egy genetikai szűk keresztmetszetre engedett következtetni, ami még a színezetbeli eltérésekkel is összeegyeztethető volt.
Az egerészölyv vagy kerítéskarókon és oszlopokon ül, vagy a felszálló légáramlatokon kering. A köröző vitorlázás alatt szárnyait lapos V alakban tartja. Nyávogáshoz hasonlítható kiáltásokat hallat.

### Korfüggő különbségek
A fiatalok írisze világosabb, mint a felnőtteké.
A fiatal és a felnőtt egyedek tollazata a mintázat mellett a farok formája alapján is megkülönböztethető. A fiatalokon a szubterminális szalag kevéssé szélesebb, mint a többi; felnőtteken a különbség kifejezettebb. A fiatalokra a hegyes végű, a felnőttekre az egyenesen végződő faroktollak jellemzők.
Az egyéves kor körüli első vedlés során vált a fiatal a felnőttkori tollruhára. Ekkor nem cserélődik ki a teljes tollazat, hanem a külső kézevezők megmaradnak. Ez lehetőséget ad arra, hogy a madarászok különbséget tegyenek a kétéves és az idősebb egerészölyvek között. A fiókák első két pehelyruhája egérszürke vagy fehér. A szürke fiókáknak van egy szürke nyakfoltja, ami a fehéreken hiányzik. A szürkék karma sötét szaruszínű, a fehéreké az első harmadban fehér.

### Testtömege
Németországban a kifejlett hímek tömege 622 és 1183 g közötti, átlagosan 790 g. A tojók tömege 782 és 1364 g közötti, átlagosan 990 g. Ebbe nem számolták bele a kiéhezett és lefogyott egyedeket; ez az éves átlagos normál testsúly, ami nagyon változó. A költési idő kezdetétől a tél beköszöntéig a hímek 12–290 g, átlag 130 g, a tojók 47–370 g, átlag 180 g testzsírt szednek fel magukra, amit télen, főként januártól áprilisig használnak fel. Ez a hímek testtömegének 14,2, a tojókénak 15,6%-át jelentia. Eszerint november–decemberben érik el a maximális tömegüket. Kivételes esetben a zsírtartalék elérheti a testtömeg negyedét is. A felvett táplálékot főleg a begy tárolja. Ez hímeknél átlagban 82 g-os (maximum 156 g), ami a normál testtömeg 10,4 (maximum 19,7) százaléka, tojóknál 134 g (maximum 209 g), azaz 13,5 (maximum 21,1) százalék.
A mindennapos fészekellenőrzés során 1988-tól 1996-ig 15 fészek átlagában a fiókák a kelési tömege 44,5 g volt.

### Hangja
Az egerészölyv egy viszonylag beszédes ragadozó madár. Nyávogásszerű kiáltását sokszor repülés közben hallatja. Ezt a hangot a szajkó gyakran és szívesen utánozza. Ez a „hieeh” hang többnyire költési időben, de máskor is hallható néha. Figyelmeztető kiáltása egy éles „pi”-vel kezdődik, amit egy kevésbé éles „-jee” követ. A legalább 20 napos fiókáktól is hallható. Izgatottabbnak hangzik, mint a nyávogásszerű kiáltás. Nincs nemspecifikus hívóhangja.
A fiókák első napjuktól „piij piij” hangon kérnek ételt szüleiktől, a hang 12 napos koruktól mélyül és erősödik. A hang egy hangsúlyos első és egy mélyebb második szótagból áll: „biijüüi biijüüi ..”. A fészek elhagyása után az első szótag gyakran elmarad. Minél éhesebbek a fiókák, annál gyakrabban kiáltoznak. Júliustól hangjuk a fészektől eltávolodva is hallható.

## Életmódja

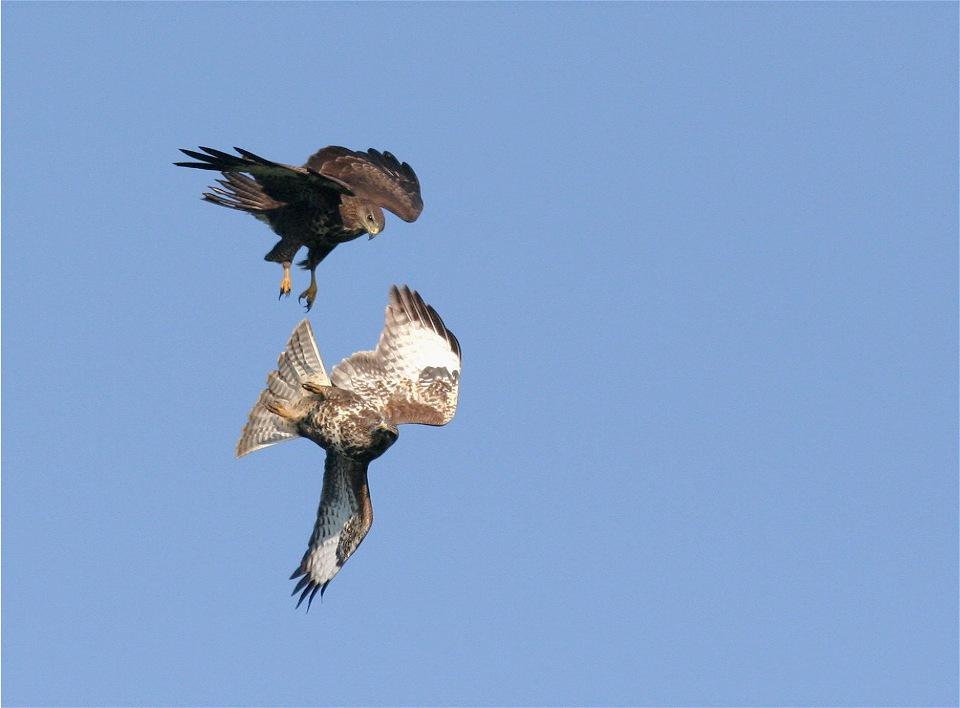
Fiatal egerészölyvek játékos légi csatája

Gyakran látni a nyílt kultúrtájak és erdőszélek felett vitorlázni, ilyenkor szárnya enyhe "V" alakban felfelé hajlik. Időnként a vércsékhez hasonlóan egy helyben lebeg, azaz szitál a levegőben. Az olyan területeket kedveli, ahol váltakoznak az erdők és mezők, a rétek és szántóföldek. Dél-Európában főleg szubalpin és hegyi erdőket népesít be. A költő- és hálóhelye mindig fákon van. Közép-Európában messze a leggyakoribb ragadozó madár, de helyenként állománya drasztikusan lecsökkent.
Költési időben védi a költőfát és a környékét. Február közepétől a párzási időszakban a párok nászrepülést mutatnak be. Együtt köröznek, és sokat hívogatják egymást. Ezután emelkedések és esések követik egymást, amit a fészekre zuhanás zár le.
Az idegen egerészölyveket gyors rárepüléssel és szárnnyal verdesve űzik el. Költési időszakban megritkulnak a szomszédok határvitái, de egyes pár nélküli fajtársakkal még előfordulhatnak nézeteltérések.
Költési időn kívül laza, szétszórt csapatokban kóborol. Ekkor főként a táplálékban gazdag nyílt területeken gyülekeznek. Egész nap ott tartózkodnak, csak estére keresik fel az alvófákat. Elhullott vadak körül vagy kemény teleken rangsor is kialakul.
Egyedül költözik. A vonulás idején megfigyelhető rajok termikek közelében gyűlnek össze, hogy magasságot nyerjenek, de utána ismét egyedül haladnak tovább.
A kisebb ragadozó madarakhoz hasonlóan egyúttal zsákmányállat is. A sasok zsákmányállatainak közel 1%-a egerészölyv; ezek döntő része fészekből zsákmányolt fióka. Ezért viszonylag gyakran kerülnek egerészölyv-fiókák a sasfészkekbe. Ezek életben maradásának esélye rendkívül kicsi, hiszen ehhez komolyabb sérülés nélkül kell megúszniuk a zsákmányolást és a fészekbe szállítást. Emellett a sast valaminek meg is kell zavarnia, hogy ne kezdhesse el rögtön az etetést, és még a fészektestvéreknek is be kell fogadniuk a jövevényt. Ha mindez bekövetkezik, akkor a szülők a következő etetéshez a fészekhez érkezve már eggyel több táplálékot kérő fiókát látnak, és ilyenkor előfordulhat, hogy a sasfiókákra hasonlító, de kisebb ölyvfiókát is ösztönösen etetni kezdik, a saját fiókáikkal együtt nevelik és védelmezik. Az ilyen esetek tehát nagyon ritkák. Magyarországon a Magyar Madártani Egyesület nyilvántartása szerint az elmúlt 30 évben, a több mint tízezer sasfészek-ellenőrzés során eddig mindössze hat alkalommal figyeltek meg élő egerészölyv-fiókát parlagi sasok és öt fiókát rétisasok fészkeiben.

### Táplálkozása

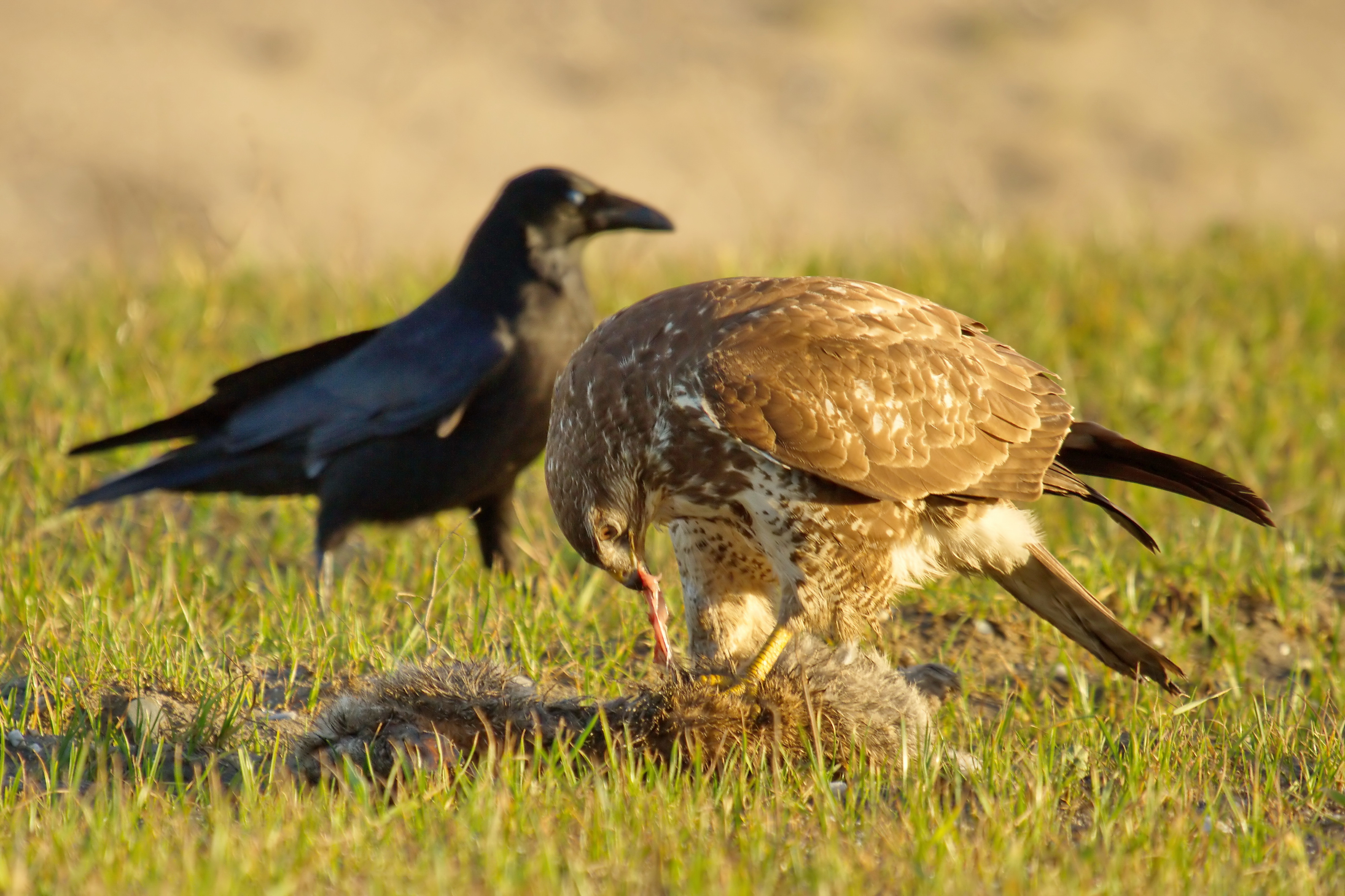
Ölyv táplálkozás közben

Gyenge lábával és rövid karmaival az egerészölyv csak kis állatokra vadászhat, legfeljebb mókus méretű állatokat ejt el. Főként pockokat fog, de gyíkokat, kígyókat, madárfiókákat, kétéltűeket (leginkább békákat), rovarokat és férgeket is eszik. Néha a halak is felkerülnek az étlapra. Nagyobb madarat, például galambot csak akkor tud elejteni, ha az már megsebesült, illetve haldoklik. Igen alkalmazkodóképes, mindig a legkönnyebben elérhető táplálékot fogyasztja. Azokban az években, amikor sok a mezei pocok, több tojást rak és több fiókát nevel fel. Dögöt is eszik. Megbízható adatokhoz csak a fészek melletti maradékokból vagy a gyomortartalomból lehet jutni. A köpetek, amelyek lényegében szőrgolyócskák, elégtelenek. A mezőgazdaság számára hasznos madár, mivel sok rágcsálót zsákmányol.
Időnként tévesen felröppennek olyan híresztelések, hogy komoly károkat okoznak az apróvadak állományában. Ezzel szemben több kutatás bizonyította, hogy táplálékuknak mindössze 1–5%-a apróvad, és ez az arány még az apróvadban leggazdagabb területeken sem lépi túl a 15 %-ot alkotják ezek.
Megfigyelőhelyről kémleli a környéket vagy lassan köröz a táj felett; áldozatára hirtelen csap le. Az utakon is keresgél; az elütött állatokból táplálkozva sokszor őt magát is elütik.

### Szaporodása

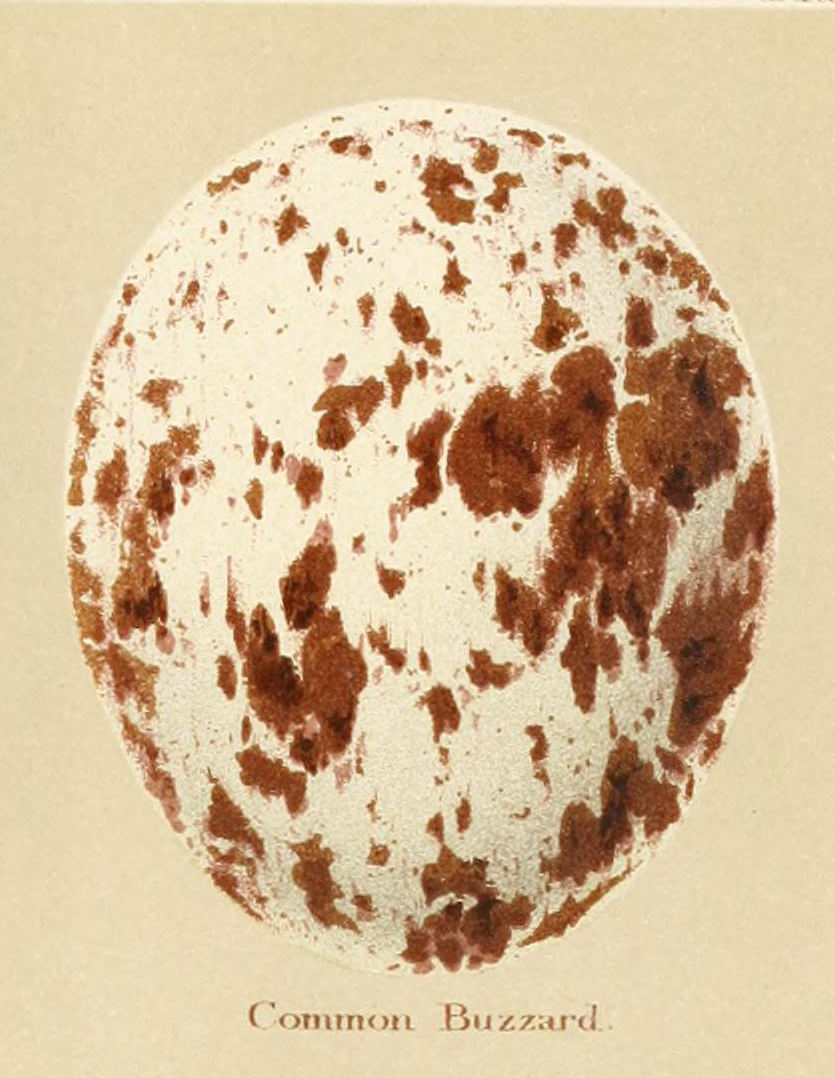
Tojása

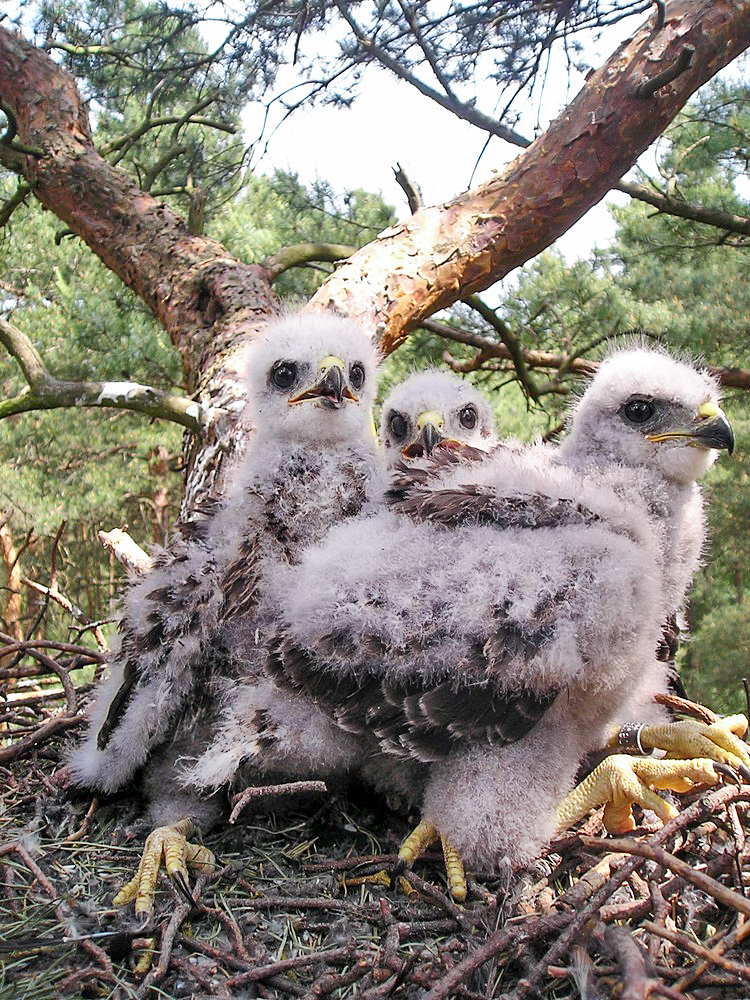
Egerészölyv fiókák egy erdeifenyő ágán épült fészekben

Az egerészölyv két vagy háromévesen válik ivaréretté, amit a Walesben szárnyjelekkel megjelölt egyedek bizonyítanak. Revírhűségük miatt a költő párok akár egész életükben együtt maradnak. Akár 26 évig is élhetnek.
Az északon élő egerészölyv vonuló madár, áprilisban tér vissza téli szállásairól költőterületeire. Magyarországon állandó, a fákra vagy sziklapárkányra gallyakból építi fészkét. Általában az előző évi, maga építette fészkét használja újra. Miután mindig kijavítja vagy megmagasítja, idővel fél méter magas, akár 80 cm átmérőjű várak is létrejöhetnek. Az egerészölyv költőterülete fölött nászrepülést mutat be, nagy magasságokban köröz és zuhanórepülésekben száll alá. Többnyire április végén rakja le első tojásait, és rögtön el is kezd kotlani. 2-5 tojást rak, kotlási ideje 33 nap. A tojások mérete 56 × 45 mm, súlya 50-60 g. Fehér alapon többé-kevésbé vörösesbarna és szürkésbarna foltosak. A nagyobb fészekaljon később kezd kotlani. Az ölyvek száma is erősen függ a pockok, egerek számától.
A költés alatt és a következő néhány napban a hím hordja a táplálékot a fészekhez. Amikor a fiókák első fedőtollai kibújnak, mindkét szülő vadászni indul. A tojó kezdetben feldarabolja a zsákmányt, és a falatokat a fiókák csőre elé tartja, később a szülők a táplálékot a fészek szélére helyezik. Ha nem tudnak elegendő táplálékot szerezni, akkor hosszan tartó harc alakulhat ki a fiókák között, ami gyakran a legfiatalabb fióka pusztulásával végződik. Körülbelül 40 nap után, általában június vége felé a fiókák kirepülnek. Az első hetekben az ágakon ülve szüleik tovább etetik őket, ebben az időszakban hangos kiáltozással hívják fel magukra a figyelmet. Ez az időszak két-tíz hétig tarthat. Augusztusban, a vonulás kezdetekor szétesik a család: a fiatal madarak születési helyük környékén kóborolnak vagy dél felé vonulnak, a felnőttek Közép-Európában maradnak, és sok helyütt költőterületükön vészelik át a telet. A fiatalok néha 200 km-re is eltávolodnak születési helyüktől. Később is valahol a környéken telepszenek meg. Kemény teleken sokuk elpusztul, de tavasszal a legtöbb területet újra benépesítik a délről érkezők.
A szaporodás sikere, azaz a felnevelt fiatalok átlagos száma a tápláléktól függően 0,73 (Észak-Wales, 1979 - 1982) és 2,56 (Skócia, 1969 - 1972) között változik. A gyűrűzési adatok szerint kirepült fiatalok 49%-a éli túl az első telet, ezek 68%-a a másodikat, és 71%-a a harmadikat. A későbbi éveket az előző évet túlélők 81%-a éli túl.

### Vándorlása
Közép-Európa egyes területein vonuló, Magyarországon állandó madár. A nyugat-európai populációk is állandók, ami azt jelenti, hogy egész évben a költőterület környékén marad. Legtöbbjük nem kóborol el 50 km-nél messzebb. Németországban részben vonuló a fiatalok 30–40 %-a és a többévesek fele. A Skandináviában költő egerészölyvek vonulók, és a telet Dániában, Németországban, Belgiumban, Hollandiában és Franciaországban töltik.
A gyűrűzések alapján a legnagyobb egerészölyv által megtett távolság 6335 km, amit egy Észak-Svédországban felnőtt egyed tett meg Togóba utazva. A dél-svéd Falsterboban, a Balti-tenger legszűkebb részén Svédország és Dánia között az őszi vonulás alatt 10 ezer (1987) - 13 ezer (1990) egerészölyvet figyeltek meg.
A költözés augusztusban kezdődik, csúcspontját október közepén éri el, és novemberben ér véget. A hazaköltözés a tél keménységétől függően februárban kezdődik, de nagyrészt márciusban zajlik, és április végén fejeződik be. A hirtelen téliesre forduló idő és a hóesés miatt az északabbra vagy magasabban élő egerészölyvek délebbre vagy alacsonyabbra menekülnek.

## Védettsége

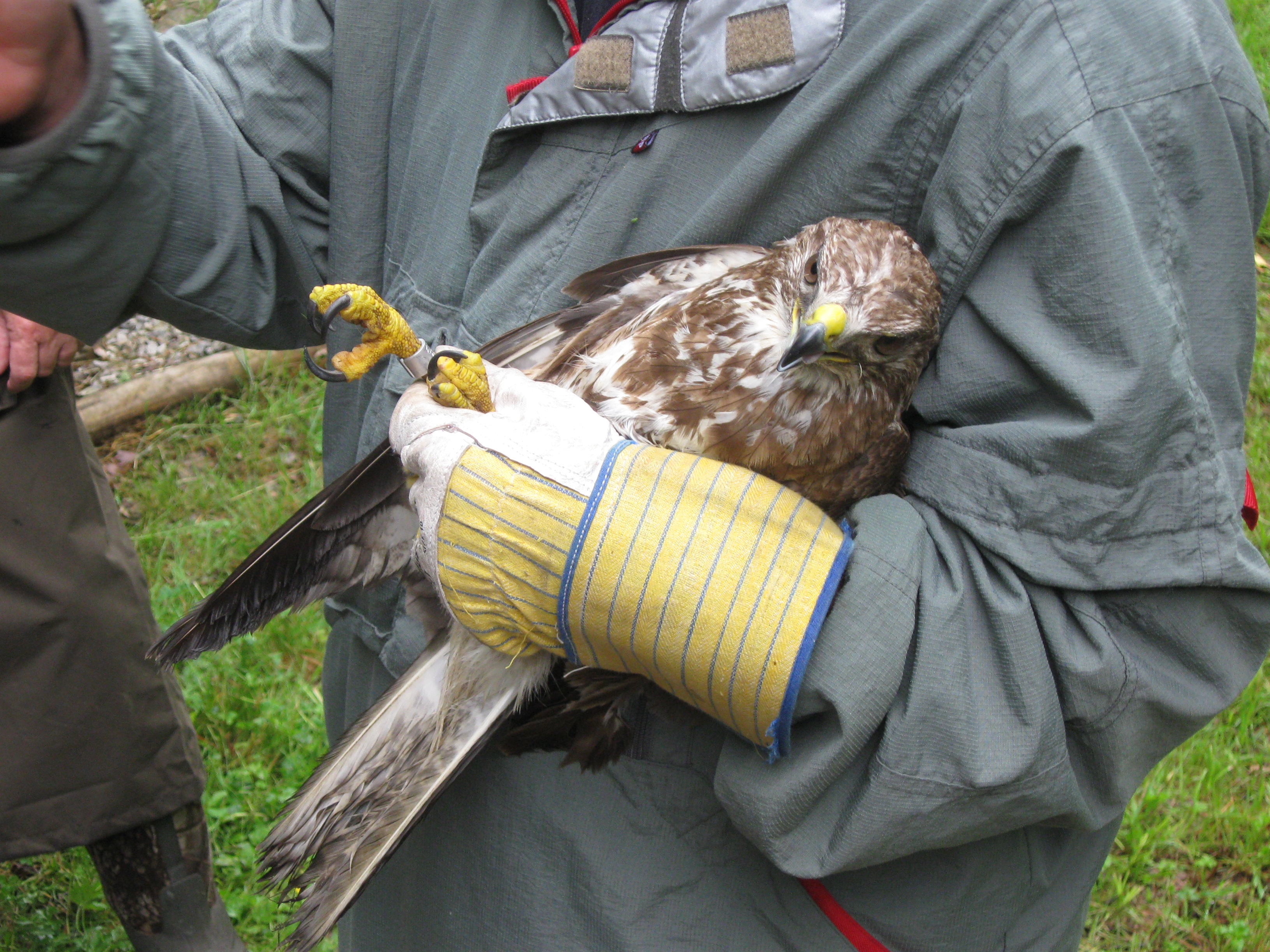
Gyűrűzés közben

Magyarországon védett, természetvédelmi értéke 25 000 forint. Európában biztos állományú fajnak számít, ezt mutatja, hogy a teljes populációnak körülbelül 75%-a Európában él. Elterjedési területe világszerte mintegy 33 900 000 négyzetkilométert foglal magába. A Természetvédelmi Világszövetség Vörös Listáján nem veszélyeztetettként szerepel. Teljes állományát 783 000 - 1 273 000 párra becsülik. A becslések a teljes elterjedési területre, és nagyobb részt a 20. század elejére vonatkoznak. 2015-ös becslések alapján a teljes állománya elérte a  2 170 000-3 690 000 egyedet. Mint Európa nagy részében, hazánkban is a leggyakoribb ragadozó madár, 3000-5000 pár él itt. A 2015. januárban végrehajtott madárszámlálás eredménye alapján 5762 egerészölyv telelt Magyarországon. A 2016-os saslétszám felmérés során a Magyar Madártani és Természetvédelmi Egyesület szakemberei és önkéntesei 5500 darab egerészölyvet találtak Magyarországon.
Néha még ma is lövik, különösen a vonulási utakon és a téli szállásokon. Baleseteknek is áldozatul eshet; az utakon élelmet kereső egyedeket elüthetik, de a távvezetékekben folyó áram is agyoncsaphatja őket. Sok helyen a szaporodási siker az ember beavatkozása miatt elmarad. Ez lehet favágás vagy építkezés. A kellő információk hiánya vagy figyelembe nem vétele az egész család halálát okozhatja. Mivel az egerészölyvet könnyű összetéveszteni más védett ragadozó madarakkal, ezért a hazai szakemberek nem javasolják, hogy e madárfaj ismét vadászható legyen. Az apróvad állomány változásait nem a ragadozó madarak elszaporodása okozza, hanem azon élőhelyi sajátosságok megváltozása, ahol e kis termetű vadak élnek. Az egerészölyvek és más ragadozó madarak állományai éppen hogy a zsákmányállatok számának függvényében alakulnak, tehát nem ők alakítják egy-egy általuk vadászott állatfaj egyedszámát.
Magyarországon 1951 és 2014 között összesen 8395 példányt gyűrűztek meg a szakemberek, amelyből 3757 egyed fióka volt. A Magyarországtól legtávolabb megkerült hazánkban meggyűrűzött egerészölyvet Finnországban fogták be, mintegy 2164 kilométernyire tőlünk. Vélhetően a hazánkba telelni érkezett, majd északi költőhelyére visszatérő madár volt.

## Állománya

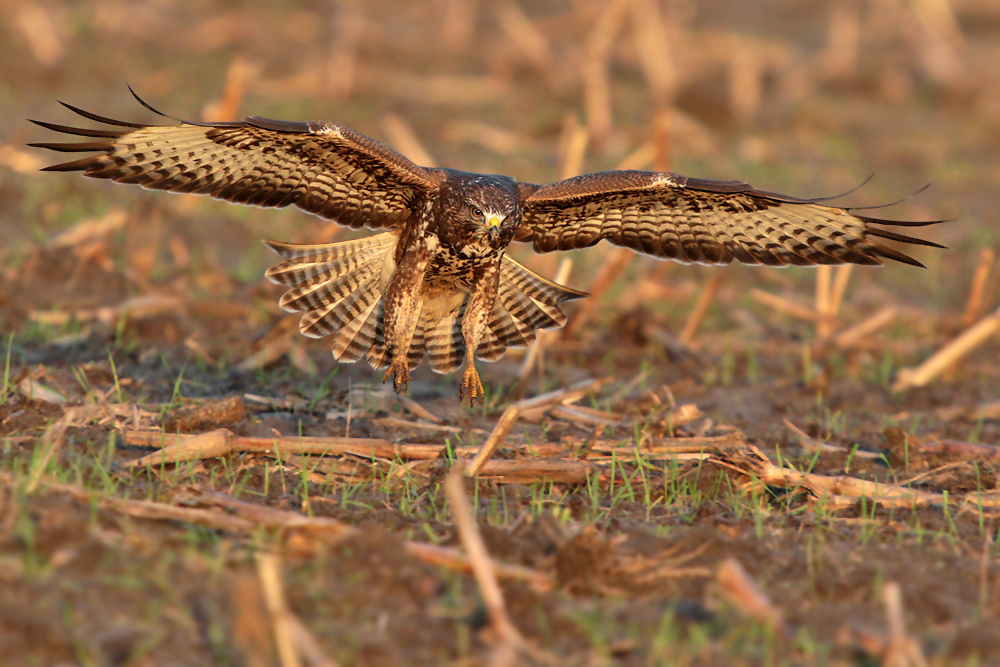
Egy egerészölyv leszállás közben

A 19. század óta állománya lényegében gyarapodott az üldözés visszaszorulása, az erdősítések és a nyílt területek betelepülése miatt. Közép-európai állományai közül néhány a védettség miatt újra megközelíti a terület eltartóképességét. Bizonyos európai uniós intézkedések javították a mezei pockok életfeltételeit, ami az egerészölyv egyik fő tápláléka. Egyes helyeken az irtás miatt megritkult, valamint ezen területek némelyikéről el is tűnt; ezek közül többet még mindig nem tudott újra benépesíteni. Ez különösen Írországot (az 1950-es években 1-10 pár), és Angliát érinti. Ebben a hanyatlásban az üldözésnek, főképp a  mérgezett csapdáknak, a növényvédő szereknek és a nyúlmyxomatózisnak is része lehet, amikor a nyúlállomány 99%-a elpusztult, bár a nyulak csak regionálisan fontosak az egerészölyv szempontjából. Száz évig nem költöttek egerészölyvek Kelet-Angliában és Kelet-Írországban, és csak a legutóbbi években kezdtek újra megtelepedni.
A huszadik század elején Hollandiában még a héjánál is ritkább volt. A mezőgazdaságban alkalmazott növényvédő szerek lassították az állomány növekedését. 1960-ban az akkori állomány felét, száz példányt holtan találtak. Az 1970-es évek közepére állománya 1500 költőpárra növekedett, és az 1980-as évek elején 3500 - 4500 párra gyarapodott. Az 1990-es évek egerekben gazdag évei különösen sok új megtelepedést hoztak.
Schleswig-Holstein északi részén egy 1000 km²-es próbaterületen 1967-től 1976-ig 102-ről 206-ra, majd 1998-ig 300-ra nőtt a költőpárok száma. A korábbi évektől eltérően 1998-ban a párok 37 százaléka erdőn kívül költött. Közép-Európa egerészölyveinek fele Németországban költ.
Az általános növekedés ellenére gyakoriak a visszaesések, aminek oka a táplálék mennyiségének ingadozása. Ez főként a mezei pockot érinti, aminek állománya ciklikusan ingadozik, és mivel a mezei pocok az egerészölyv fő tápláléka, ezért neki is alkalmazkodnia kell ehhez az ingadozáshoz. Egy Schleswig-Holsteinben végzett felmérés alapján amikor kevés a mezei pocok, akkor a nem költők aránya 40 százalékról 75 százalékra nő.
2018-ban a madárszámlálás adatai alapján 5789-5858 itthon telelő egerészölyvet figyeltek meg a madarakat számlálók.

## Rokon fajok
Legközelebbi rokonai közül hazánkban is fészkel a gatyás ölyv (Buteo lagopus) és a pusztai ölyv (Buteo rufinus). Észak- és Közép-Amerikában, valamint a Karib-tenger szigetein honos a rőtfarkú ölyv (Buteo jamaicensis). A vörösvállú ölyv (Buteo lineatus) Kanada, az Amerikai Egyesült Államok és Mexikó nyílt, fákkal tarkított füves pusztáin él. Szintén az amerikai kontinens lakója a szélesszárnyú ölyv (Buteo platypterus). Ezen kívül még 21 rokon fajt sorolunk a Buteo nemzetségbe.

## Galéria

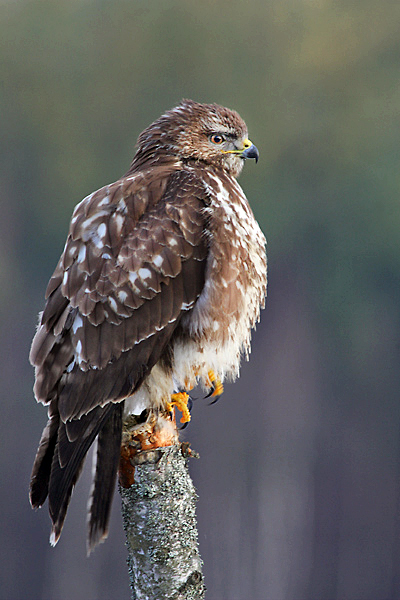
Egy fa ágán megpihenve
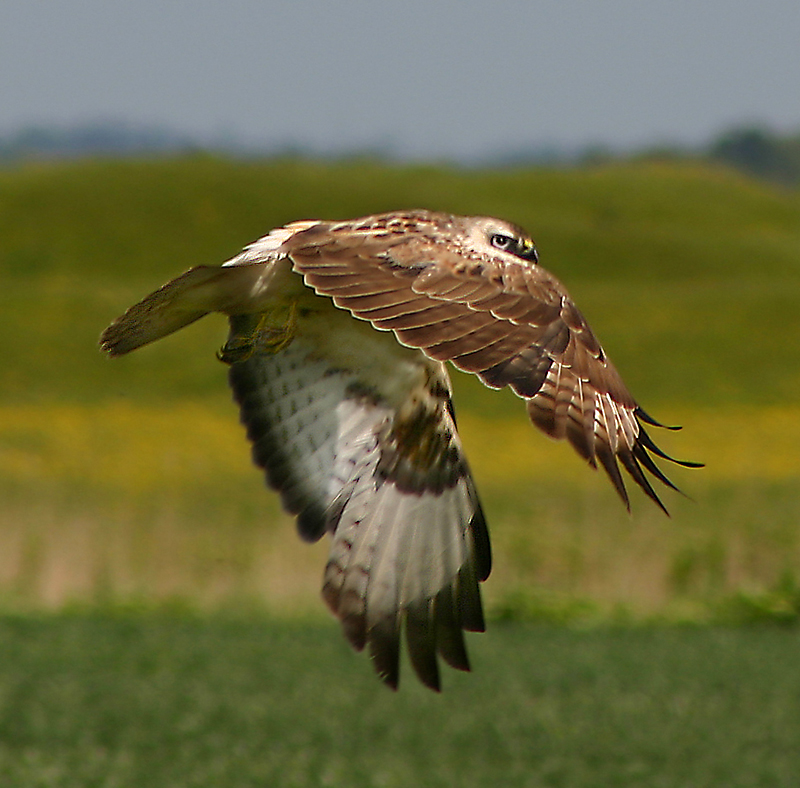
Vadászat közben
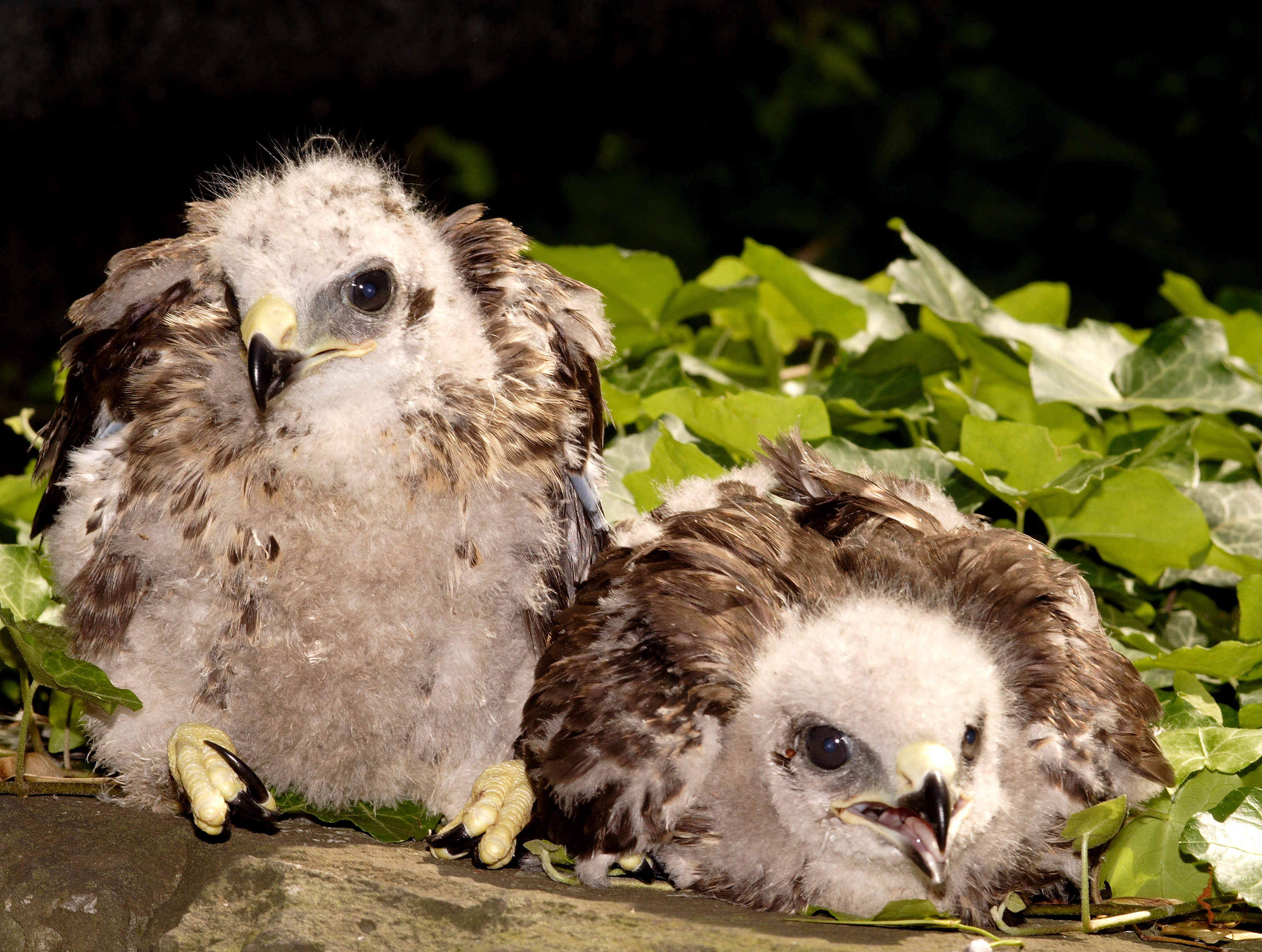
Fiókák
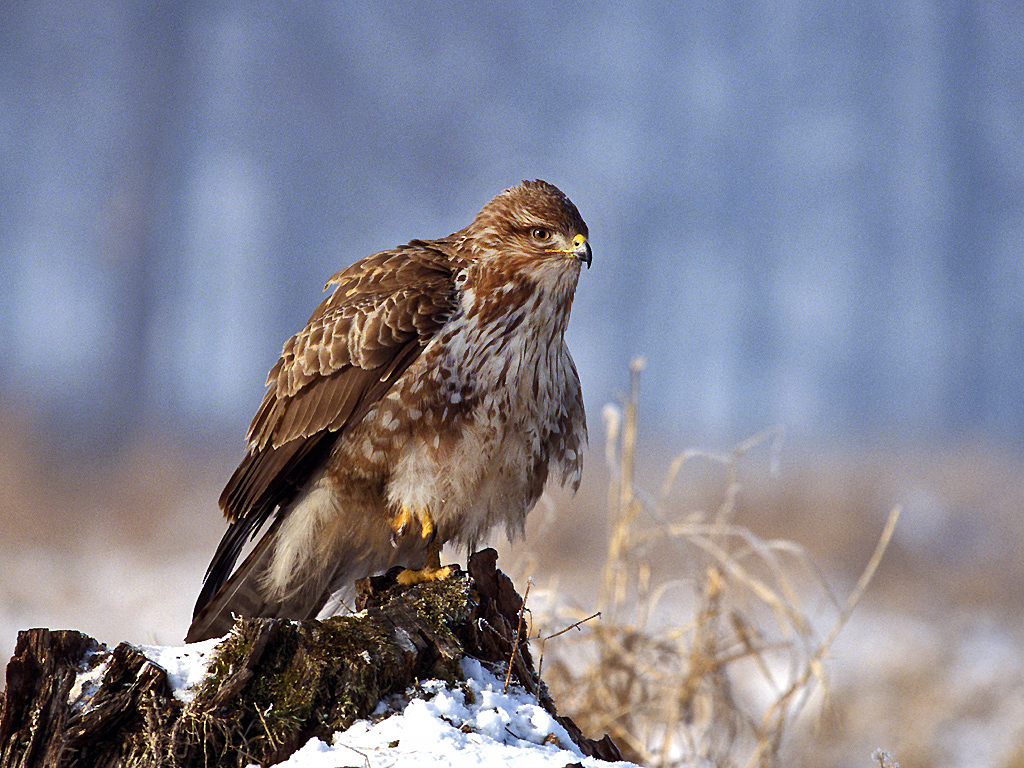
Téli hidegben
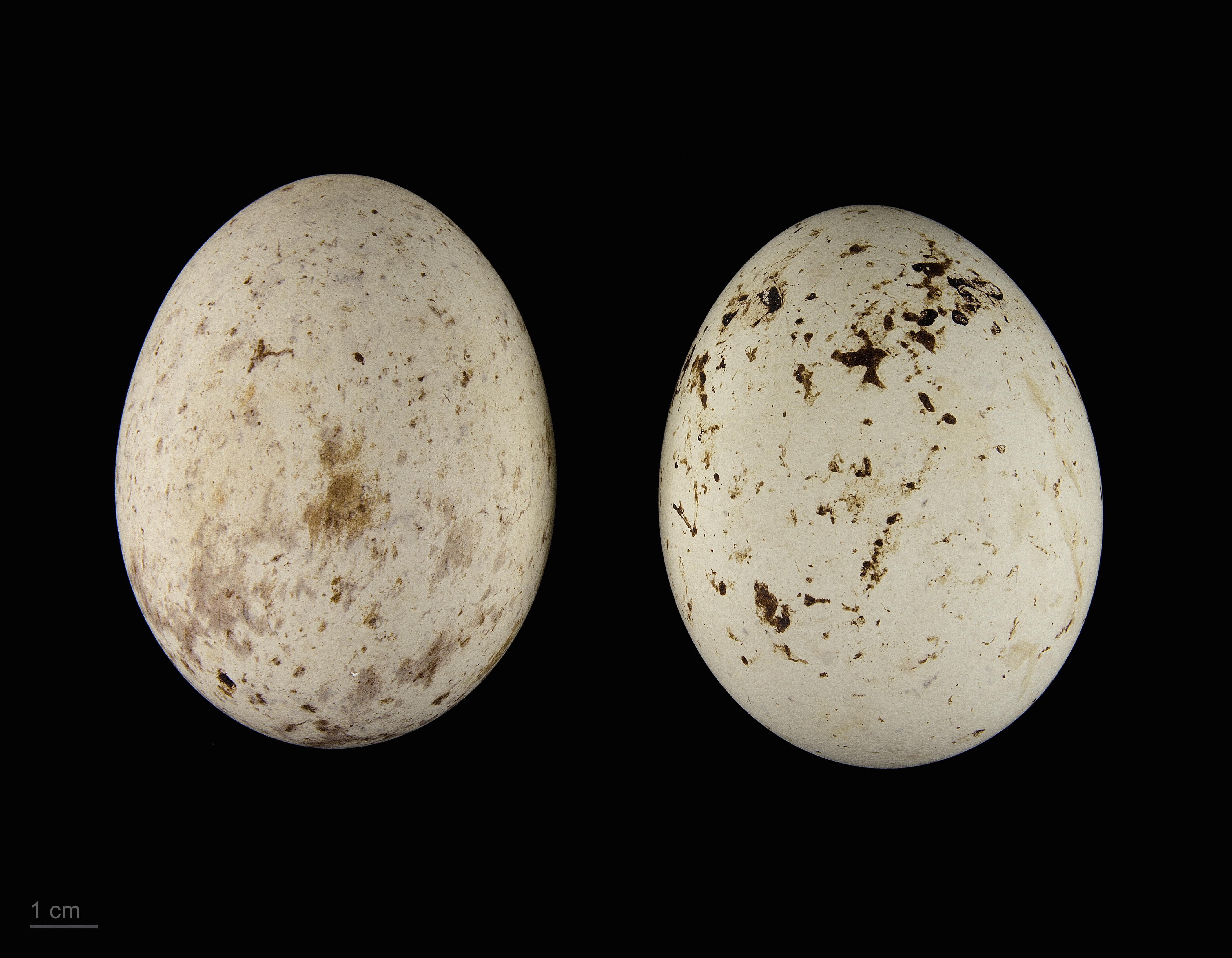
ssp rotschildi, Museum specimen
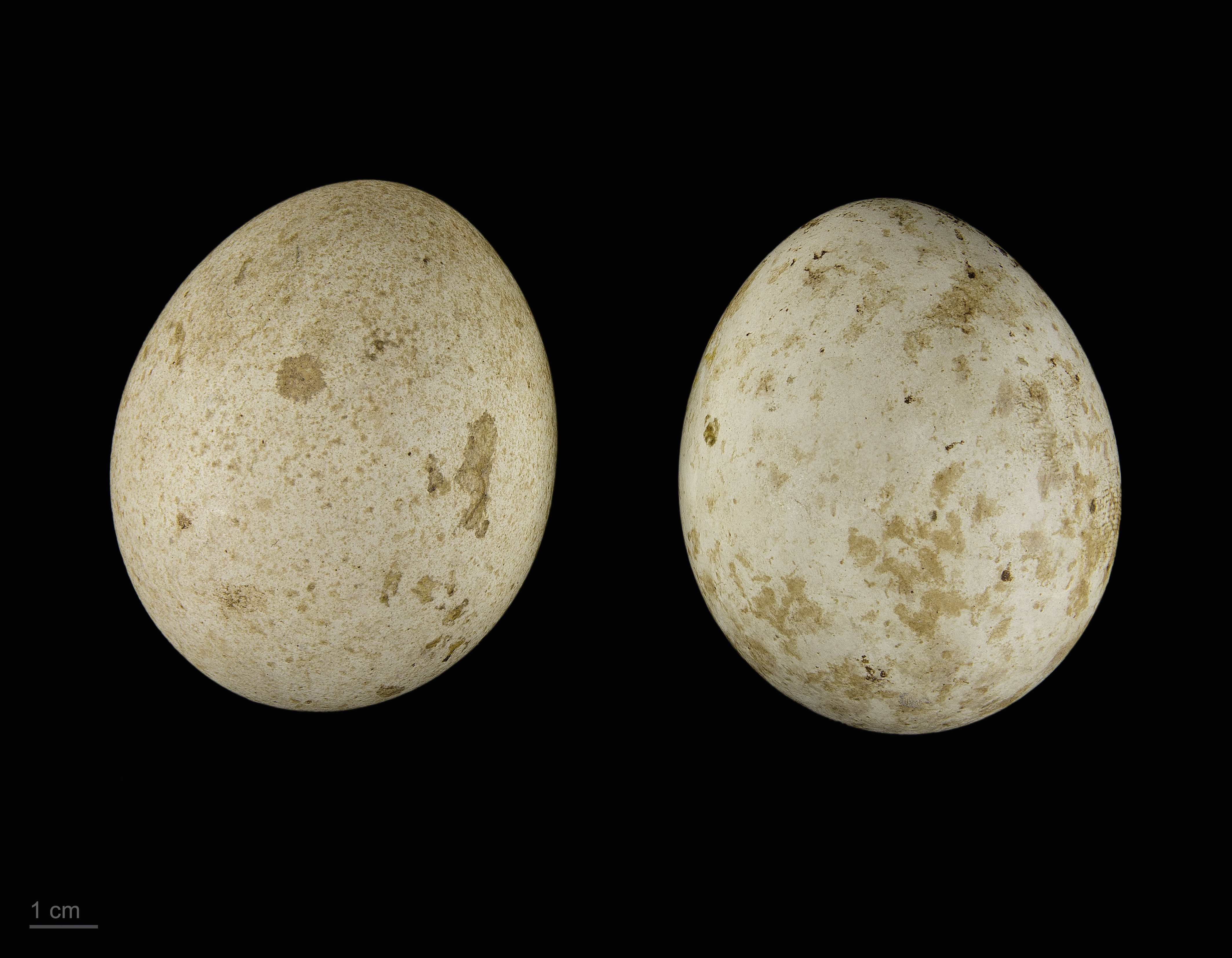
ssp vulpinus, Museum specimen